# Haut-Saguenay
Le Haut-Saguenay est une sous-région du Saguenay-Lac-Saint-Jean au Québec (Canada). 
Situé aux abords de l'estuaire du Saguenay, elle est la plus peuplée des trois sous-régions du Saguenay-Lac-Saint-Jean suivie par le Lac Saint-Jean et le Bas-Saguenay.
Cette subdivision territoriale compte 8 entités administratives :
- Bégin ;
- Larouche ;
- Chicoutimi (Saguenay) ;
- Jonquière (Saguenay) ;
- Saint-Ambroise ;
- Saint-Charles-de-Bourget ;
- Saint-David-de-Falardeau ;
- Saint-Honoré.